# This House Is Not for Sale
This House Is Not for Sale is een nummer van de Amerikaanse rockband Bon Jovi uit 2016. Het is de eerste single van hun dertiende studioalbum This House Is Not For Sale.
Volgens Jon Bon Jovi gaat "This House Is Not for Sale" over integriteit en wat de bandleden de afgelopen drie jaar hebben meegemaakt. Het nummer had wereldwijd weinig succes, alleen in Spanje en Hongarije werd het wel een hit. In Nederland haalde het nummer geen hitlijsten, in Vlaanderen haalde het de Tipparade.

## Videoclip
Grote delen van de videoclip van het nummer zijn opgenmomen in Bethlehem en Allentown, beide in Pennsylvania. Het huis dat in de clip als "for sale" wordt aangemerkt is South 6th Street 2415 te Allentown. De beelden op de begraafplaats zijn opgenomen op St. Michael's Cemetery in South Bethlehem, Pennsylvania.